# (3100) Zimmerman

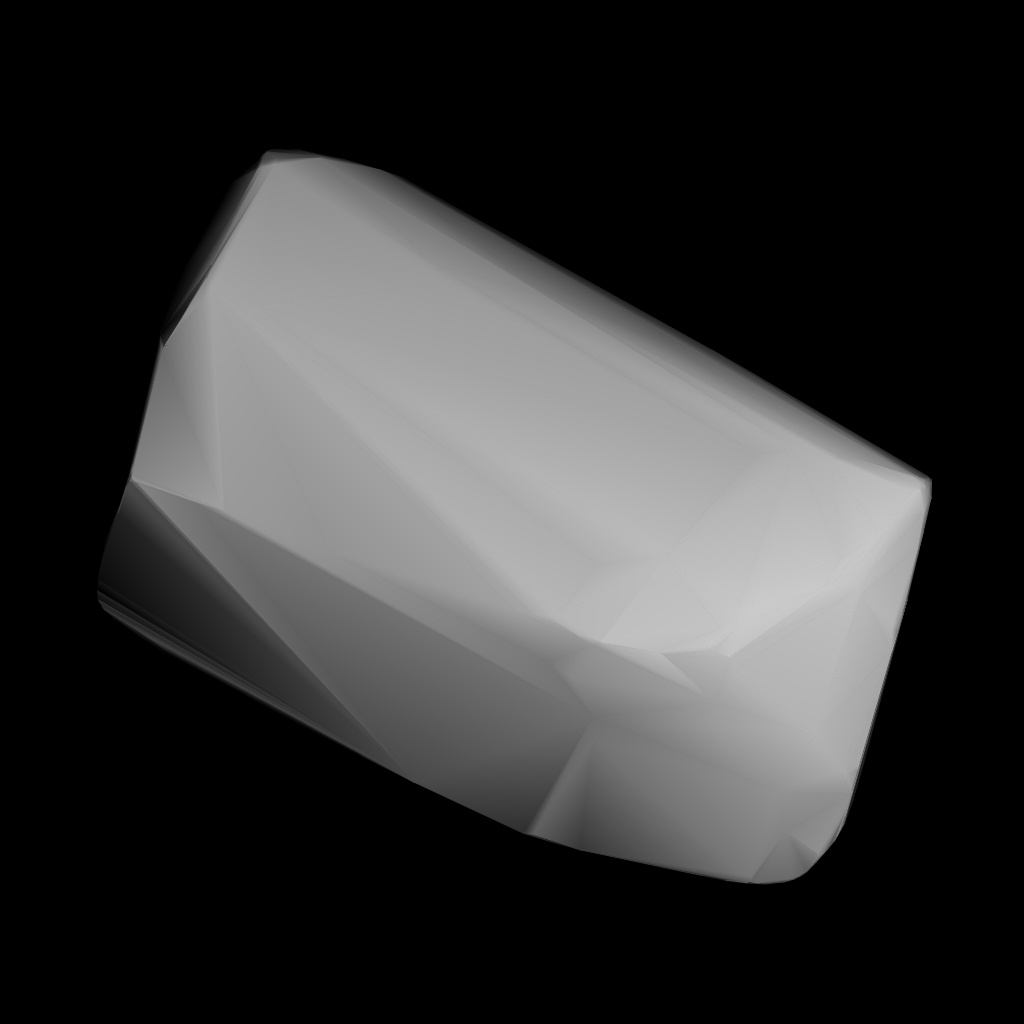
3D-Modell des Asteroiden (3100) Zimmermann

(3100) Zimmerman (1977 EQ1; 1975 TJ2; 1975 WV1; 1982 UJ6) ist ein ungefähr fünf Kilometer großer Asteroid des inneren Hauptgürtels, der am 13. März 1977 vom russischen (damals: Sowjetunion) Astronomen Nikolai Stepanowitsch Tschernych am Krim-Observatorium (Zweigstelle Nautschnyj) auf der Halbinsel Krim (IAU-Code 095) entdeckt wurde.

## Benennung
(3100) Zimmerman wurde nach Nikolai Wladimirowitsch Zimmerman (1890–1942) benannt, der ab 1938 Leiter der Astronomieabteilung am Pulkowo-Observatorium und ab 1937 Professor an der Staatlichen Universität Sankt Petersburg war.